# Distretto Meridionale (Hong Kong)
Il Southern District (o Distretto Meridionale) è uno dei 18 distretti di Hong Kong, in Cina. È situato nella parte meridionale dell'Isola di Hong Kong. Aveva una popolazione di 290.240 abitanti nel 2001, il che lo pone al quart'ultimo posto, in ordine di popolazione, fra i distretti di Hong Kong.

## Geografia fisica
Il Distretto Meridionale ha di fronte il Mar Cinese meridionale a sud e alle spalle le colline ed i serbatoi idrici dei Parchi Campestri (Country Parks) a nord. La parte meridionale del distretto è semirurale ed ospita alcune delle più popolari spiagge di Hong Kong. La zona occidentale è in parte residenziale ed in parte industriale.

## Aree residenziali
I residenti del Southern District variano dalla maggioranza cinese alla comunità degli espatriati. La metà orientale - che contiene aree come Stanley e Repulse Bay - è particolarmente popolare fra gli espatriati ed i ricchi locali per la sua grande vicinanza al Distretto Centrale (Central District) e per l'ambiente complessivo. La metà occidentale del Southern District è invece più urbanizzata e comprende aree come Aberdeen, maggiormente ricca di complessi edilizi rispetto alla zona orientale.

## Aree e attrazioni
Il distretto comprende le seguenti aree:
- Aberdeen
- Ap Lei Chau, un'isola collegata ad Aberdeen da un ponte
- Cape D'Aguilar, dove si trova l'omonima riserva marina
- Deep Water Bay
- Pok Fu Lam
- Repulse Bay
- Shek O
- Shouson Hill
- Stanley
- Wah Fu
- Wong Chuk Hang

Isole del distretto:
- Ap Lei Chau, o Isola di Aberdeen
- Ap Lei Pai
- Kau Pei Chau (狗脾洲)
- Lo Chau (羅洲)
- Lung Shan Pai (龍山排)
- Magazine Island (火藥洲)
- Middle Island (熨波洲, Tong Po Chau)
- Ng Fan Chau (五分洲)
- Round Island (銀洲)
- Tai Tau Chau (大頭洲)
- Tau Chau (頭洲)

Fra le attrazioni turistiche del distretto sono da menzionare i ristoranti galleggianti ed il porto peschereccio di Aberdeen; l'Ocean Park; la spiaggia per il nuoto di Repulse Bay; il mercato dei souvenir e l'Hong Kong Maritime Museum a Stanley.

## Infrastrutture e trasporti
Il Southern District è servito dalla Pok Fu Lam Road, dall'Aberdeen Tunnel, dalla Wong Nai Chung Gap Road e dalla Tai Tam Road. La Mass Transit Railway (MTR), il sistema della metropolitana di Hong Kong, ha inoltre in progetto la realizzazione di due linee, la West Island Line e la South Island Line, che dovranno servire la parte occidentale dell'area. Attualmente, non vi sono linee previste per Stanley o Repulse Bay a causa del gran numero di autobus che coprono queste destinazioni.